# 8477 Андрейкисельов
8477 Андрєйкісєльов (1986 RF7, 1976 OL, 1986 SG3, 8477 Andrejkiselev) — астероїд головного поясу, відкритий 6 вересня 1986 року.
Тіссеранів параметр щодо Юпітера — 3,645.